# Rachel Roxxx
Rachel Roxxx (San Antonio, Texas; 2 de marzo de 1983) es una actriz pornográfica estadounidense retirada.

## Orígenes
Rachel nació en San Antonio, Texas. Es descendiente de alemanes, irlandeses, franceses y galeses.
Perdió su virginidad con su novio a la corta edad de 13 años. Trabajó como Chica Hooters antes de ingresar a la industria pornográfica.

## Carrera
Decidió incursionar en la industria pornográfica después de que un amigo de la secundaria la alentara para hacerlo. Rodó su primera escena en enero de 2007, para la película College Amateur Tour 2: Midwest de la productora Shane's World.
Tiene más de 650 películas rodadas, como un buen número de escenas para diferentes sitios Webs.
En agosto de 2009 realizó su primera escena de sexo anal, titulada "An Ass Made By the Sweetest Angels", para el sitio Big Tits at Work de la productora Brazzers.
El 28 de septiembre de 2017 hizo oficial su retiro mediante una publicación en Twitter.